# Lernu!
lernu! (или lernu.net) — многоязычный веб-сайт для ознакомления и изучения международного языка эсперанто. На нём можно найти информацию об эсперанто, изучить язык с помощью различных курсов, использовать обзор грамматики и интерактивные упражнения, пройти экзамены, играть во Flash-игры, читать и слушать рассказы на эсперанто, обсуждать различные темы в форумах, пользоваться словарями, обмениваться сообщениями с другими людьми, интересующимися эсперанто, слушать музыку и смотреть короткие фильмы на эсперанто.
Слово lernu на эсперанто означает «учись» (повелительное наклонение).

## История
Идея lernu! родилась на первом семинаре Esperanto@Interreto (E@I) в Стокгольме (Швеция) в апреле 2001 года и обрела форму в октябре того же года на втором семинаре E@I также в Швеции (в Уппсале). В июле 2002 года проект получил поддержку Esperantic Studies Foundation (ESF) и работа над сайтом началась в августе того же года. Публичный запуск сайта состоялся 21 декабря 2002 года и с тех пор его развитие проходило под эгидой E@I при финансовой поддержке ESF и с добровольной помощью многих индивидуальных сторонников и помощников. К сентябрю 2008 года в данный веб-сайт только ESF суммарно инвестировало 335 000 долларов США.
lernu! несколько раз издавался на компакт-диске. С 2004 по 2006 гг. появлялись различные внесетевые версии материалов сайта.
lernu! доступен на трёх десятках языков, у учащихся есть возможность задавать вопросы ассистентам на своём родном языке.
Помимо курсов различного уровня на сайте есть другие службы и инструменты: словари, грамматические пособия, озвученные и иллюстрированные тексты, пейджер, библиотека, собрание музыки и песен. Пользователи могут играть в игры, общаться на форуме и знакомиться с последними новостями эсперанто-движения.
В середине 2006 года сайт посещало 75 тысяч человек в месяц, это число имеет тенденцию к росту. Каждый месяц регистрируется более тысячи новых пользователей. Большинство зарегистрированных из Европы, но представлены также Юго-Восточная Азия, обе Америки. На сегодняшний день lernu! является самым крупным и наиболее популярным в Интернете учебным ресурсом по эсперанто.

## Признание и поддержка
Благодаря своей некоммерческой и преподавательской природе lernu! пользуется поддержкой интернет-компании Google, которая бесплатно рекламирует сайт среди результатов поиска своей поисковой системы. lernu! использует и другие технологии Google.
Руководство Всемирной ассоциации эсперанто в 2008 году отметило работу сайтов lernu.net и edukado.net Дипломом за выдающуюся деятельность (эсп. Diplomo pri Elstara Agado).